# Marek Galiński
Marek Galiński (Opoczno, 1 augustus 1974 – nabij Jędrzejów, 17 maart 2014) was een Pools wielrenner, die vooral furore maakte als mountainbiker. Hij vertegenwoordigde zijn vaderland viermaal op rij bij de Olympische Spelen: 1996, 2000, 2004 en 2008. Zijn beste prestatie was de dertiende plaats, behaald in 2008 op het onderdeel cross-country.
In 2014 kwam hij op 39-jarige leeftijd bij een auto-ongeval om het leven.

## Erelijst
1996
- 1e in  Poolse kampioenschappen, Cyclocross, Beloften
- 29e in Olympische Spelen, Mountainbike, XC, Elite

1998
- 3e in Poolse kampioenschappen, Cyclocross, Elite

2000
- 21e in Olympische Spelen, Mountainbike, XC, Elite

2004
- 1e in  Poolse kampioenschappen, Mountainbike, XC, Elite
- 14e in Olympische Spelen, Mountainbike, XC, Elite

2005
- 1e in  Poolse kampioenschappen, Mountainbike, XC, Elite

2008
- 1e in  Poolse kampioenschappen, Mountainbike, XC, Elite
- 13e in Olympische Spelen, Mountainbike, XC, Elite

2012
- 2e in Poolse kampioenschappen, Mountainbike, XC, Elite